# Eragrostis potamophila
Eragrostis potamophila är en gräsart som beskrevs av Michael Lazarides. Eragrostis potamophila ingår i släktet kärleksgrässläktet, och familjen gräs. Inga underarter finns listade i Catalogue of Life.